# USS Guest (DD-472)
El USS Guest (DD-472) fue un destructor clase Fletcher de la Armada de los Estados Unidos. Al ser transferido a Brasil, cambió su nombre por CT Pará (D-27).

## Historia
Puesto en gradas el 27 de septiembre de 1941, botado el 20 de febrero de 1942 y puesto en servicio el 15 de diciembre de ese mismo año, el USS Guest sirvió en los Estados Unidos hasta su transferencia a Brasil, el 5 de junio de 1959. Su nuevo nombre fue CT Pará (D-27) y participó de diversos ejercicios con la Marina de Brasil. Pasó a retiro el 21 de agosto de 1978. Posteriormente fue hundido como barco objetivo, el 23 de febrero de 1983, en la costa brasileña.